# Coleophora eucera
Coleophora eucera é uma espécie de mariposa do gênero Coleophora pertencente à família Coleophoridae.